# Castillo de Siklós
El castillo de Siklós (en húngaro Siklósi vár) es una fortaleza medieval húngara construida a mediados del siglo XIII, al sur del pie de la cadena montañosa de Villány, en Siklós, Hungría. Su estructura ha sido modificada progresivamente a través de la historia, quedando solo pocos de sus rasgos medievales originales.

## Historia
La primera mención del castillo data de 1294. Sus edificios más antiguos fueron hallados en excavasiones arqueológicas en los sótanos y bodegas del Sur, lo cual posiblemente fue la fortaleza del Nádor de Hungría Gyula Kán, quien ordenó su construcción. Luego de la invasión de los mongoles en 1241, muchas de las estructuras húngaras fueron destruidas. A los pocos meses, los mongoles abandonaron el reino y de inmediato el rey Bela IV de Hungría comenzó a restaurar todas las ciudades y a construir castillos con murallas de piedra para resistir posibles embates futuros. El castillo de Siklós fue uno de este casi centenar de fortalezas que fueron restauradas, y tal fue la resistencia de su construcción, que en 1316 el noble oligarca de la familia Kőszeg no pudo tomarla.
La familia noble Siklósi, propietaria del palacio, se alzó contra el rey húngaro Segismundo de Luxemburgo en 1387, el cual los catalogó de infieles y les expropió sus terrenos. Varios años después, el castillo cayó en manos de la poderosa familia húngara Garai, quienes ampliaron su estructura, levantando unas nuevas murallas alrededor de la propia ciudad. En 1401, los nobles húngaros se alzaron contra Segismundo, el cual fue apresado primero en la ciudad de Visegrado y luego fue llevado a Siklós. Puesto que los nobles no lograron llegar a un convenio de qué harían con el monarca, Nicolás Garai sugirió ponerlo en libertad y dejarlo en el trono. Segismundo no olvidó a su favorecedor noble Garai, sino que al poco tiempo consumó una alianza con él, y se formó una liga de nobles que apoyaban al monarca.
Para 1440 ya habían sido construidas sus estructuras defensivas, las cuales no pudieron ser vencidas por el comandante militar húngaro Juan Hunyadi, quien buscaba expandir la influencia del rey Vladislao I de Hungría. Tras la extinción de la familia Garai, el castillo pasó a manos del rey húngaro Matías Corvino, quien se lo otorgó a su hijo ilegítimo Juan Corvino, pero ya la familia Perényi habitaba los edificios desde inicios del siglo XVI. En 1543, el sultán turco Solimán el Magnífico consiguió penetrar las murallas de Siklós con un enorme ejército en tan solo 3 días. A partir de entonces, el castillo permaneció bajo control turco hasta 1686, cuando los ejércitos germánicos entraron en territorio húngaro y se llevó a cabo la Liberación de Buda, tras la cual los otomanos fueron expulsados de muchas fortalezas, entre ellas de la de Siklós. Posteriormente, los nobles fieles al emperador germánico reformaron la estructura interna del castillo, dándole profundos rasgos barrocos, que son visibles en la actualidad.
A partir de 1828, los miembros de la familia Batthyány fueron sus propietarios, y posteriormente un pudiente abogado húngaro de Bratislava, Luis Benyovszky lo compró para sí. Después de la Segunda Guerra Mundial permaneció abandonado por cerca de una década y en 1955 comenzaron las investigaciones arqueológicas, junto con la restauración de la estructura. Actualmente funciona un museo histórico dentro de sus murallas.

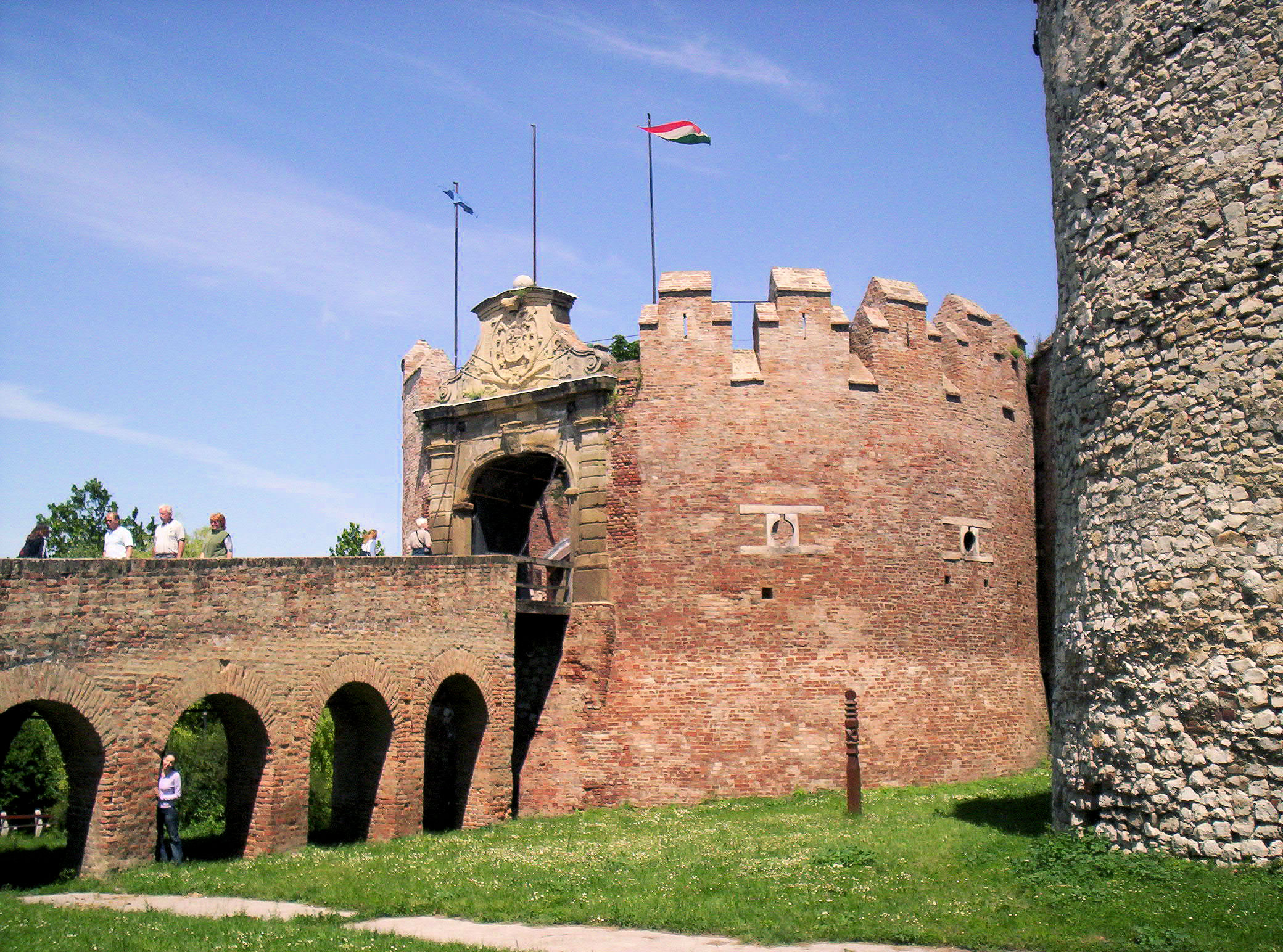
Barbacana medieval del castillo de Siklós.
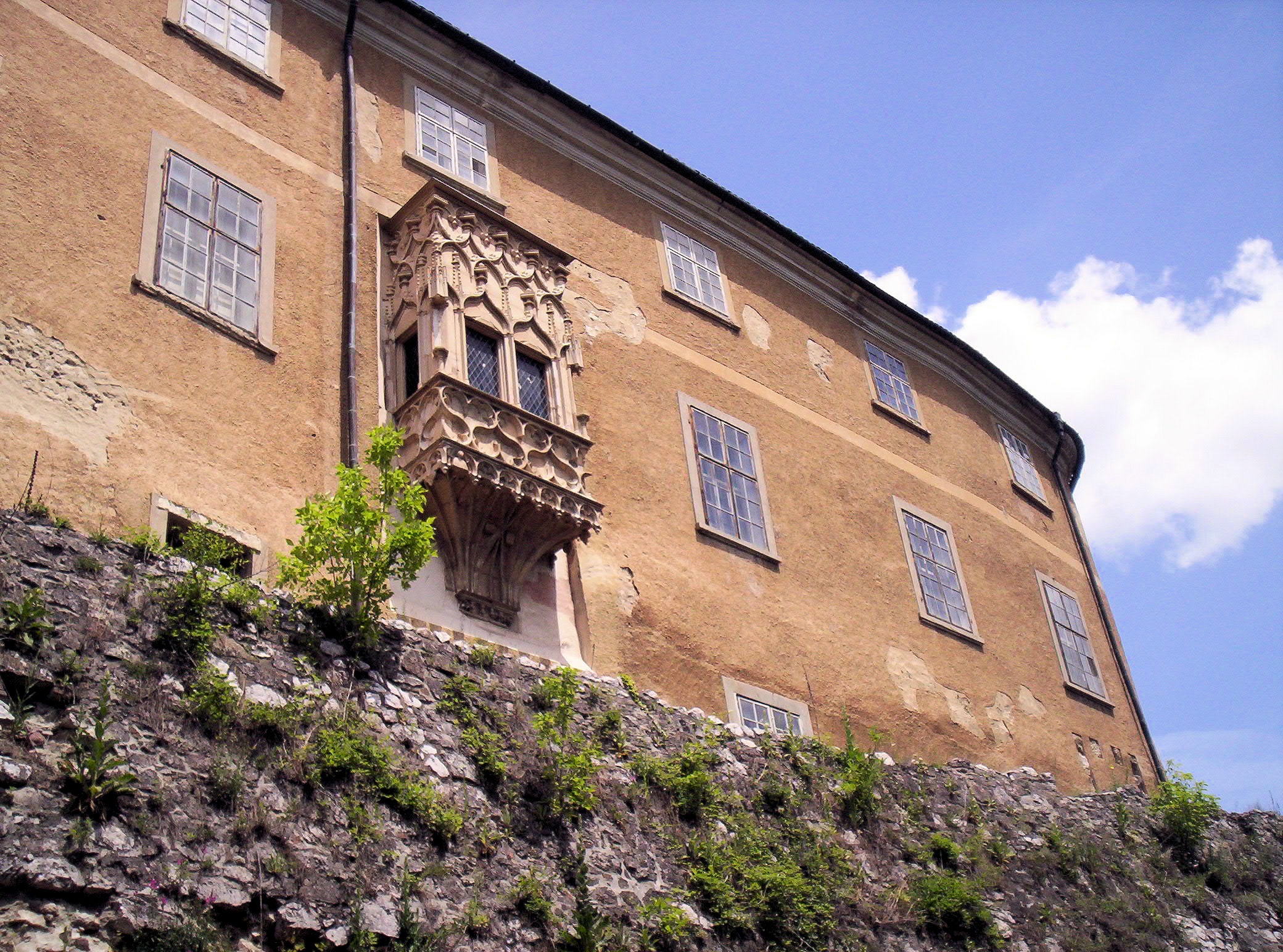
Detalle de un balcón barroco en el edificio principal del complejo.
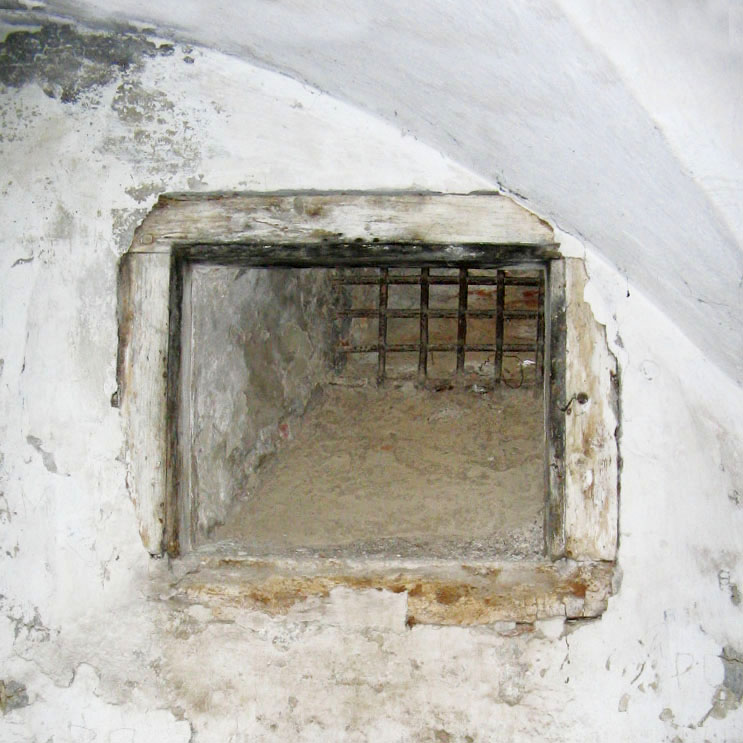
Reja de la ventana de una celda del castillo.